# Premiär!
Premiär! är en svensk TV-serie för barn som har premiär på SVT Barn och SVT Play den 22 augusti 2025.

## Handling
I serien är det en grupp barn mellan 6-10 år som hittar på en egen berättelse. Hur den börjar, vad som händer och hur den slutar. Sedan kommer kända skådespelare att göra en film av berättelsen.

## Medverkande (i urval)
- Hampus Hedström
- Cissi von der Esch
- Shanthi Rydwall Menon
- Emilia Rehnberg
- Isak Löb
- Måns Nathanaelson
- Ahmed Berhan
- Sissela Benn
- Johan Petersson
- Emma Molin
- Adrian Boberg
- Christian Åkesson
- Jonas Åhlund
- Hanna Dorsin